# Diablos Rugby Clube
O Diablos Rugby Club é uma agremiação esportiva brasileira que pratica o Rugby Union. O clube foi fundado no dia 29 de novembro de 2009 e está localizado no município de Franca, interior do estado de São Paulo.

## História
O surgimento do time francano está ligada a vinda do Paul Tait  ao município, em 2009. Com passagens por clubes de rugby da Nova Zelândia e Estados Unidos, o atleta teve a iniciativa de formar um grupo de praticantes da modalidade. Sr. Tait está fazendo uma campanha para trazer a Copa do Mundo de Rugby de 2023 para Argentina 
Os primeiros contatos foram feitos pela redes sociais na internet, e os primeiros atletas começaram a treinar em novembro de 2009. No início de 2010, novos praticantes se integraram ao grupo, o que deu condições para que o clube disputar amistosos na modalidade XV (15 atletas), como também disputar o Campeonato Paulista de Rugby do Interior.
O dia 13 de março de 2010 entrou para a história do clube. Nesse dia foi realizado o primeiro jogo oficial, um amistoso contra a forte equipe do Jequitibá Rugby Clube, de Campinas, que também participará do Campeonato Paulista de Rugby do Interior de 2010. Infelizmente para a equipe francana, o resultado foi adverso (52 x 0 ), mas foi de grande valia para o clube, onde aprenderam muitas coisas com a experiente equipe do Jequitibá.
A primeira vitoria do time foi no dia 19 de Setembro conta Marília Rugby, um time que vai disputar o CPI no 2011. O Diablos conseguiu um grande partido e venceu por 47-12 

## Campeonato Paulista de Rugby do Interior de 2010
Fazendo parte do Grupo Norte, os Diablos enfrentarão as seguintes equipes: Locomotiva Rugby de Araraquara, Mastodontes, de Catanduva, Rugby São Carlos, de São Carlos e o Presidente Prudente Rugby Clube.
O primeiro desafio aconteceu no dia 27 de março, contra a equipe do Locomotiva Rugby, em Araraquara, no Estádio Municipal Cândido de Barros, onde a equipe da casa venceu pelo placar de 31 x 07.
No dia 25 de abril, a equipe francana realizou o primeiro jogo de Rugby da história de Franca , no campo do Champagnat, ao enfrentar o time do Presidente Prudente Rugby Clube, sendo derrotada em casa pelo placar de 08 x 34.
O Campeonato Paulista de Rugby do Interior (CPI) é dividido em duas fases: os clubes se enfrentam dentro dos grupos, sendo que os dois primeiros colocados se classificam para a Taça de Ouro, os terceiros colocados de cada grupo é direcionado para a Taça de Prata e do quarto lugar em diante jogará a Taça de Bronze.
Após ficar em quinto colocado em sua chave, a equipe francana se qualificou para a disputa da Taça de Bronze, juntamente com as equipes do Locomotiva Rugby, de Araraquara e da Associação Atlética Rugby Jaguariúna.